# Фусяньху
Фусяньху (кит. 抩仙湖; пиньинь: Fǔxiān Hú) — озеро в префектуре Юйси провинции Юньнань на юге КНР.
Площадь поверхности озера — 212 км². Площадь его водосборного бассейна — 675 км². Наибольшая глубина Фусяньху достигает, по разным данным, 155 или 158 м. Озеро лежит на высоте 1723 м над уровнем моря. Северная часть Фусяньху широкая и глубокая, южная — узкая и имеет меньшую глубину. Размеры озера — 30 на 10 км.
В Фусяньху впадают река Лянван и множество мелких ручьёв, вытекает — Хайгоу. Водообмен в озере происходит за 167 лет.
Средняя температура воздуха в окрестностях Фусяньху — 15,6 °С. В год выпадает 951 мм осадков, 83 % из которых приходятся на период с мая по октябрь.
На берегу озера построен метровый солнечный телескоп Юньнаньской обсерватории.

## Флора и фауна
Озеро Фусяньху известно своей уникальной фауной, включающей множество эндемичных видов (это одно из трех крупных озер Юньнани с большим количеством эндемиков, другие — Дянь (Дяньчи) и Эрхай). Однако его относительная изоляция делает его уязвимым для биологических вторжений и загрязнения. Вместе с другими озерами Юньнани (Дянь, Цилу, Янцзун, Синюнь и Илонг) Фусяньху признан экорегионом. В озере Фусяньху обитает 24 местных вида и подвида рыб, в том числе 11 эндемиков (все эндемичные рыбы — это карповые или немахейловые). Ситуация для большинства из них ненадежна, потому что на них негативно повлияла интродукция множества экзотических видов рыб (26 видов), деградация среды обитания, загрязнение воды и чрезмерный вылов рыбы.
Несколько местных гидрофитов исчезли из озера. Доисторическая Fuxianhuia protensa (Fuxianhuia) из раннего кембрия, имеющая важное значение в дискуссиях о ранней эволюции членистоногих, также названа в честь озера, где она была обнаружена в 1987 году.

## Затопленный город
В 2001 году газета «Жэньминь жибао» сообщила, что под озером были обнаружены глиняная и каменная кладка на площади примерно 2,4—2,7 кв. километра. Археолог Юньнаньского музея Чжан Цзэнци говорит, что на озере находился город Юньюань принадлежащий древнему царству Дянь, который, согласно документам эпохи Хань, рухнул в озеро во время землетрясения.
В 2006 году CCTV провела дополнительное обследование, углеродный анализ в 2007 году показал, что раковинам, прикрепленным к реликвиям, примерно 1750 лет. В октябре 2014 года междисциплинарная группа провела дополнительные исследования на этом месте: артефакты были нанесены на карту, 42 каменных артефакта ручной работы были извлечены с глубины семи метров.